# Action Quake 2
Action Quake 2, ou AQ2, est un mod de tir à la première personne multijoueur en ligne basé sur Quake II.
Minh Le, cocréateur de Counter-Strike, a participé au développement du jeu en tant que modélisateur 3D et codeur.